# دواپامیل
دواپامیل (به انگلیسی: Devapamil) با فرمول شیمیایی C۲۶H۳۶N۲O۳ یک ترکیب شیمیایی با شناسه پاب‌کم ۶۵۸۳۲ است. که جرم مولی آن ۴۲۴٫۵۷۵۶۴ g/mol می‌باشد.